# Fly High (Ayumi Hamasaki)
Fly High è un brano musicale della cantante giapponese Ayumi Hamasaki, pubblicato come suo tredicesimo singolo il 9 febbraio 2000. Il brano è l'ottavo e l'ultimo estratto dall'album Loveppears ed è arrivato alla terza posizione della classifica Oricon dei singoli più venduti in Giappone vendendo un totale di 299 540 copie.

## Tracce
CD Maxi AVCD-30066
Testi e musiche di Ayumi Hamasaki, D・A・I e HΛL. 
1. Fly High (Hal's Mix 2000)
2. Fly High (Sample Madness Remix)
3. Fly High (Supreme Mix)
4. Fly High (Acoustic Orchestra Version)
5. Fly High (Sharp Boys U.K. Vocal Mix)
6. Fly High (Saturation Remix)
7. Appears (HW Club Mix)
8. Fly High (Dub's F Remix)
9. Fly High (-Non-Stop Mix- N.S Dance Mega Mix)
10. Kanariya (Fake Compilation)
11. Fly High (Album Version – Instrumental)
12. Fly High (Vocal Track)

Durata totale: 78:13

## Classifiche
| Classifica (2000)           | Posizione più alta |
| --------------------------- | ------------------ |
| Oricon Weekly Singles Chart | 3                  |